# Witzenhausen-Altmorschener Talung
Die Witzenhausen-Altmorschener Talung ist eine verzweigte Abfolge von Talsenken in Nordhessen, Deutschland. Sie besteht aus dem zentralen Hessisch-Lichtenauer Becken, der Spangenberger Senke im Süden, dem Waldkappeler Wehretal im Osten sowie Rommeroder Hügelland und Velmeder Tal im Norden und teilt die Höhenzüge der naturräumliche Haupteinheit Fulda-Werra-Bergland (357) in drei Segmente, die mit den Höhenschwerpunkten Söhre 643,4 m ü. NHN und Günsteröder Höhe (563,7 m, Westen), Hoher Meißner (753,6 m, Nordosten) und Stölzinger Gebirge (583 m, Südosten) am Hessisch-Lichtenauer Becken unmittelbar aufeinandertreffen.

## Geologie
Die Gräben der Witzenhausen-Altmorschener Talung liegen auf Muschelkalk, an flächigeren Teilen auch mit darüber liegendem Keuper, zwischen den Buntsandsteinplatten der Gebirgszüge, die sie voneinander trennen.

## Naturräumliche Gliederung
Die Witzenhausen-Altmorschener Talung gliedert sich wie folgt:
- 357.5 Witzenhausen-Altmorschener Talung
  - 357.50 Spangenberger Senke (19,73 km²)
  - 357.51 Hessisch-Lichtenauer Becken (33,79 km²)
  - 357.52 Velmeder Tal (19,81 km²)
  - 357.53 Rommeroder Hügelland (19,17 km²)
  - 357.54 Waldkappeler Wehretal (24,75 km²)

### Spangenberger Senke
Die Spangenberger Senke zieht sich auf einer Länge von etwa 15 km von Hessisch Lichtenau (Werra-Meißner-Kreis) über Spangenberg südwestwärts bis ans Tal der Fulda bei Morschen – letztgenannte Orte im Schwalm-Eder-Kreis. Sie trennt das westlich gelegene Melsunger Bergland vom Stölzinger Gebirge im Osten.
Norden und Mitte der Senke, über die auch ein Abschnitt der Bundesstraße 487 verläuft, folgen dem Essebach vom Hessisch-Lichtenauer Becken bis zu seiner Mündung in die Pfieffe, die die Senke in Spangenberg von Osten kommend kreuzt. In diesem Abschnitt fällt der Essebach von rund 360 m Höhe nahe Hessisch Lichtenau bis auf etwa 220 m Höhe bei Spangenberg. Die westlich aufsteigende Günsteröder Höhe erreicht nahe dem Norden der Senke mit dem Himmelsberg 563,7 m und mit dem Pentersrück 562,2 m Höhe, das diesem Höhenzug östlich gegenüber stehende Vockeroder Bergland kommt in Nachbarschaft zur Senke am Schlossberg auf bis zu 524 m.
Im Südabschnitt, jenseits der Pfieffe, stehen sich schließlich die Höhenzüge Wildsberg (466,9 m, im Westen) und Katzenstirn (500,7 m, Osten) gegenüber. Die Senke steigt auf der Wasserscheide zwischen Pfieffe und Fulda noch einmal auf etwa 330 m an, um dem Eubach bis kurz vor dessen Mündung in die Fulda im sich südlich anschließenden Bebra-Melsunger Fuldatal auf unter 180 m zu folgen.

### Hessisch-Lichtenauer Becken
Das Hessisch-Lichtenauer Becken ist die zentrale Mulde des gesamten Fulda-Werra-Berglandes wie auch der Witzenhausen-Altmorschener Talung im Speziellen. Es liegt im Westen des Werra-Meißner-Kreises rund um den namensgebenden Ort Hessisch Lichtenau auf für Beckenlandschaften nicht geringen Höhen von 330 bis 420 m, wird indes von den umgehenden Höhenzügen um 200 bis über 400 m überragt.
Das Becken wird von der Wasserscheide zwischen Fulda und Werra in Süd-Nord-Richtung zweigeteilt. Während das westlich der Mitte gelegene Hessisch-Lichtenau und der nordwestliche Ortsteil Fürstenhagen an der den Naturraum von Südosten nach Nordwesten durchfließenden Losse, einem Nebenfluss der Fulda, liegen, wird der etwas östlich liegende Ortsteil Walburg von der das Becken von Norden nach Süden passierenden Wehre durchflossen, die über das Waldkappeler Wehretal nach Südosten der Werra zufließt.
Folgende Naturräume umgeben das Hessisch-Lichtenauer Becken (im Uhrzeigersinn, beginnend im Nordwesten) – mit Höhe in Meter (m) über Normalhöhennull (NHN):
- Söhre (bis 643,4 m) mit dem Tal der abfließenden Losse
- Rommeroder Hügelland (bis 539,4 m) mit der von Norden zufließenden Wehre
- Velmeder Tal flussaufwärts der Velmede, die im Becken in die Wehre mündet
- Hoher Meißner (753,6 m) im Nordosten, durch die beiden benachbarten schmalen Täler vom Becken getrennt
- Waldkappeler Wehretal der nach Osten abfließenden Wehre
- Stölzinger Gebirge (bis 583,0 m) im östlichen Süden
- Spangenberger Senke des nach Süden zur Pfieffe abfließenden Essebaches
- Melsunger Bergland mit der bis 563,7 m hohen Günsteröder Höhe im Südwesten
- Börnchenbach (von Westen zur Losse fließend) und die nach Westen fließende Mülmisch als Grenze zwischen Melsunger Bergland und Söhre

### Velmeder Tal
Das Velmeder Tal zweigt im Werra-Meißner-Kreis vom Hessisch-Lichtenauer Becken in nordnordöstliche Richtungen ab und zieht sich etwa 11 km längs der Landesstraße 3238 und der Bundesstraße 451, bis kurz nach Hundelshausen, einem südlichen Ortsteil von Witzenhausen. Vom genannten Becken aus folgt es zunächst flussaufwärts der Velmede, einem kurzen Nebenfluss der Wehre, bis Velmeden, um dann ab Laudenbach dem gleichnamigen Nebenfluss der Gelster und schließlich der Gelster selber bis unweit ihrer Mündung in die Werra zu folgen.
Das Tal trennt die durch das Rommeroder Hügelland nach Osten abgedachte Söhre (bis 643,4 m) und, weiter nördlich, den Vorderen Kaufunger Wald (ohne Söhre; bis 641,2 m) im Westen vom Hohen Meißner (753,6 m) und seinen Nördlichen Vorbergen im Osten. Dabei erreicht die Talsohle zwischen Velmeden und Laudenbach knapp 390 m und im Norden bei Hundelshausen um 200 m.

### Rommeroder Hügelland
Das Rommeroder Hügelland stellt die Ostabdachung der am Hirschberg 643,4 m hohen Söhre zum Velmeder Tal dar. Es liegt im Werra-Meißner-Kreis fast gänzlich im Gemeindegebiet von Großalmerode und ist nach dem Ortsteil Rommerode benannt.
Nach Norden flacht das Hügelland zum Tal der Gelster ab, hinter dem der Vordere Kaufunger Wald (bis 641,2 m) aufsteigt, nach Osten zum Velmeder Tal, hinter dem der Hohe Meißner 753,6 m erreicht und nach Süden zum Hessisch-Lichtenauer Becken.
Im Rommeroder Hügelland liegen mit den beiden Exbergseen die Quellseen der anfangs nach Süden abfließenden Wehre.
Zu den Bergen und Erhebungen der Landschaft gehören – mit Höhe in Meter (m) über Normalhöhennull (NHN):
- Hohekopf (539,4 m), östlich von Epterode
- Rösberg (528,0 m), südwestlich von Rommerode
- Gutsberg (517,0 m), südsüdöstlich von Rommerode
- Exberg (505,5 m), ostnordöstlich von Rommerode
- Eisenberg (485,4 m), südöstlich von Friedrichsbrück
- Paßberg (468,9 m), südwestlich von Rommerode

### Waldkappeler Wehretal
Das ganz im Werra-Meißner-Kreis gelegene Waldkappeler Wehretal folgt dem Tal der Wehre und der Bundesstraße 7 vom Hessisch-Lichtenauer Becken etwa 15 km Richtung Ostsüdosten, bis die Wehre sich kurz vor dem Ort Wehretal-Reichensachsen gen Norden windet. Es trennt den Hohen Meißner (753,6 m) und den sich ihm südsüdöstlich anschließenden Finkenberg-Dachsberg-Zug an der Nord(ost)flanke von Stölzinger Gebirge (bis 583 m) und Hosbach-Sontra-Bergland an der Süd(west)seite. Nach Osten stößt es an den Schlierbachswald, unmittelbar nördlich dieser Nahtstelle schließen sich Teile des Unteren Werralandes (Haupteinheit 358) an.
Während die Flussniederung von etwa 330 m bis auf 180 m absinkt, flachen auch die begleitenden Höhenzüge von 753,6 m auf 398 m (Dachsberg) ab, im Hosbach-Sontra-Bergland an der östlichen Südseite noch etwas niedriger, während im sich östlich anschließenden Schlierbachswald die Höhen wieder etwas ansteigen.

## Fließgewässer
Die Täler der folgenden Fließgewässer sind an der Witzenhausen-Altmorschener Talung beteiligt:
(je fulda- und werraaufwärts, d. h. von Nord nach Süd, sortiert; in Klammern Zuflussseite, Länge, Einzugsgebiet und Abfluss)
| - (Fulda – rechte Nebenflüsse) - Losse (28,9 km, 120,576 km², 1.418 l/s) – entspringt im Nordwesten des Stölzinger Gebirges und durchfließt das Hessisch-Lichtenauer Becken von Südosten nach Nordwesten - Börnchenbach (links, 2,5 km, 6,0 km², 74 /s) – fließt dem Hessisch-Lichtenauer Becken von der Nordflanke der Günsteröder Höhe zu und mündet im Becken - Pfieffe (21,5 km, 117,082 km², 1.235 l/s) – kreuzt die Spangenberger Senke von Osten kommend - Essebach (rechts, 11,6 km, 28,574 km², 343 l/s) – bildet Norden und Mitte der Spangenberger Senke - Eubach (4,2 km, 10,973 km², 89 l/s) – bildet den Süden der Spangenberger Senke | - (Werra – linke Nebenflüsse) - Gelster (17,5 km, 60,642 km², 771 l/s) – nördliches Velmeder Tal - Laudenbach (rechts, 5,4 km, 15,989 km², 262 l/s) – mittleres Velmeder Tal - Wehre (36,4 km, 451,703 km², 4.147 l/s) – entspringt südöstlich des zur Söhre gehörigen Hirschbergs im Rommeroder Hügelland (Quellseen: Exbergseen); passiert das Hessisch-Lichtauer Becken in Richtung Süden; fließt in ostsüdöstliche Richtungen durch das Waldkappeler Wehretal - Velmede (links, 4,1 km, 6,1 km², 88 l/s) – entspringt im Osten des Rommeroder Hügellandes; bildet den äußersten Süden des Velmeder Tales und mündet im Hessisch-Lichtenauer Becken |

## Allgemeine Quellen
- BfN
  - Kartendienste
  - Landschaftssteckbrief: Fulda-Werra-Bergland